# Бережниця (Верховинський район)
Бере́жниця — село в Україні, у Верховинській селищній громаді Верховинського району Івано-Франківської області.

## Географія
Через село тече річка Бережниця, ліва притока Чорного Черемоша.  Хутір Бубки знаходиться на висоті 1130 м. і вважається одним з найвисокогірніших населених пунктів України.

## Історія
Хата зі села Бережниці знаходиться у Музеї народної архітектури та побуту, що у Львові. Фахівці вважають, що ця споруда збудована у другій половині ХІХ ст. та «є дуже вдалим зразком типового гуцульського житла».
У 2019 році в Бережниці знімали фільм режисера Зази Буадзе «Мій карпатський дідусь».
12 червня 2020 року, відповідно до Розпорядження Кабінету Міністрів України  № 714-р «Про визначення адміністративних центрів та затвердження територій територіальних громад Івано-Франківської області», увійшло до складу Верховинської селищної громади.
19 липня 2020 року, в результаті адміністративно-територіальної реформи та ліквідації Верховинського району, село увійшло до складу новоутвореного Верховинського району.

## Населення
Згідно з переписом УРСР 1989 року чисельність наявного населення села становила 338 осіб, з яких 152 чоловіки та 186 жінок.
За переписом населення України 2001 року в селі мешкало 309 осіб. 100 % населення вказало своєю рідною мовою українську.

## Церква
- Церква Перенесення мощей святого Миколая, належить до ПЦУ. Настоятель — протоієрей Ігор Рибенчук.

## Події
У селі у 2018 році відбувся перший фестиваль кіно та дерев «Сад пам'яті».

## Галерея

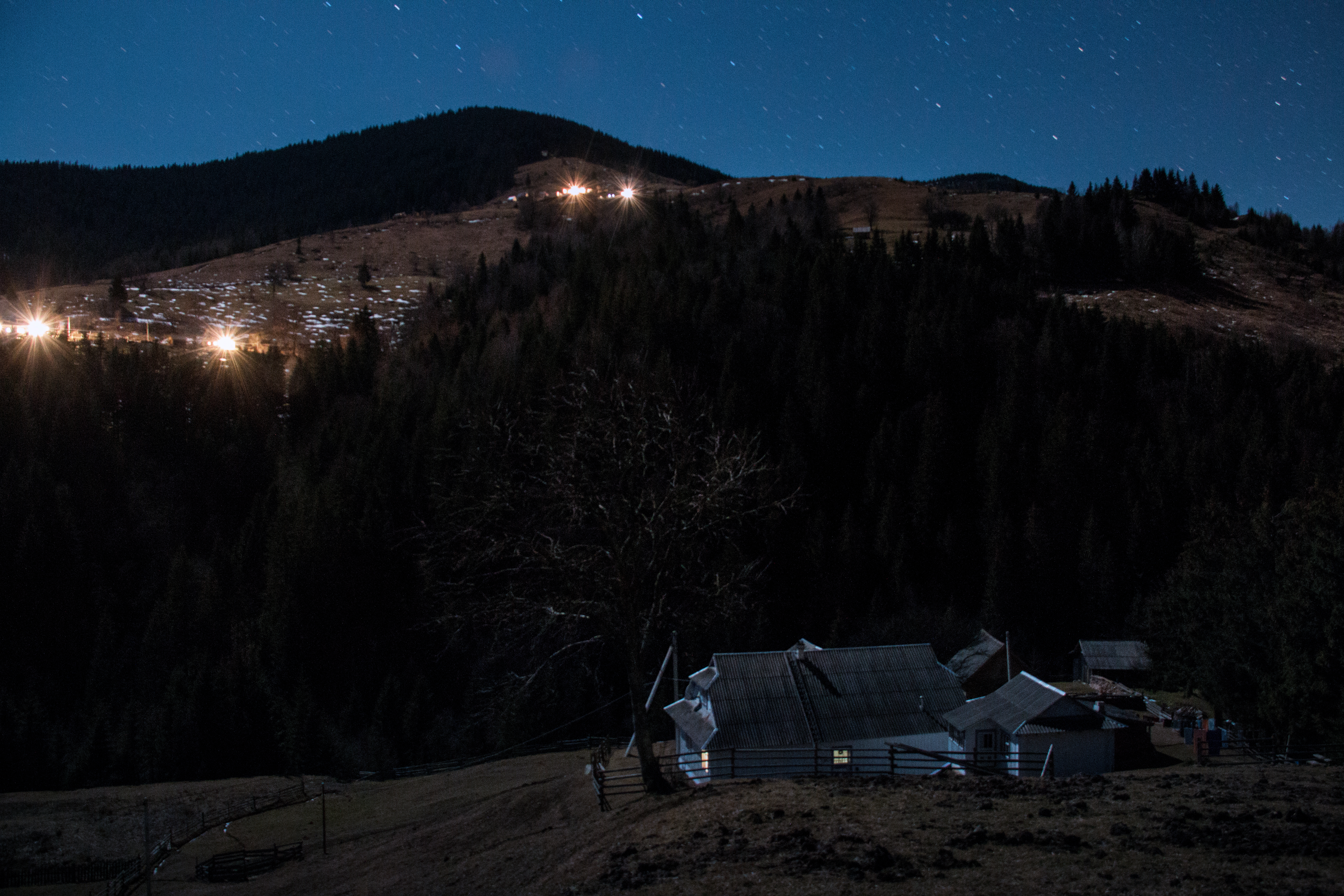
Село вночі
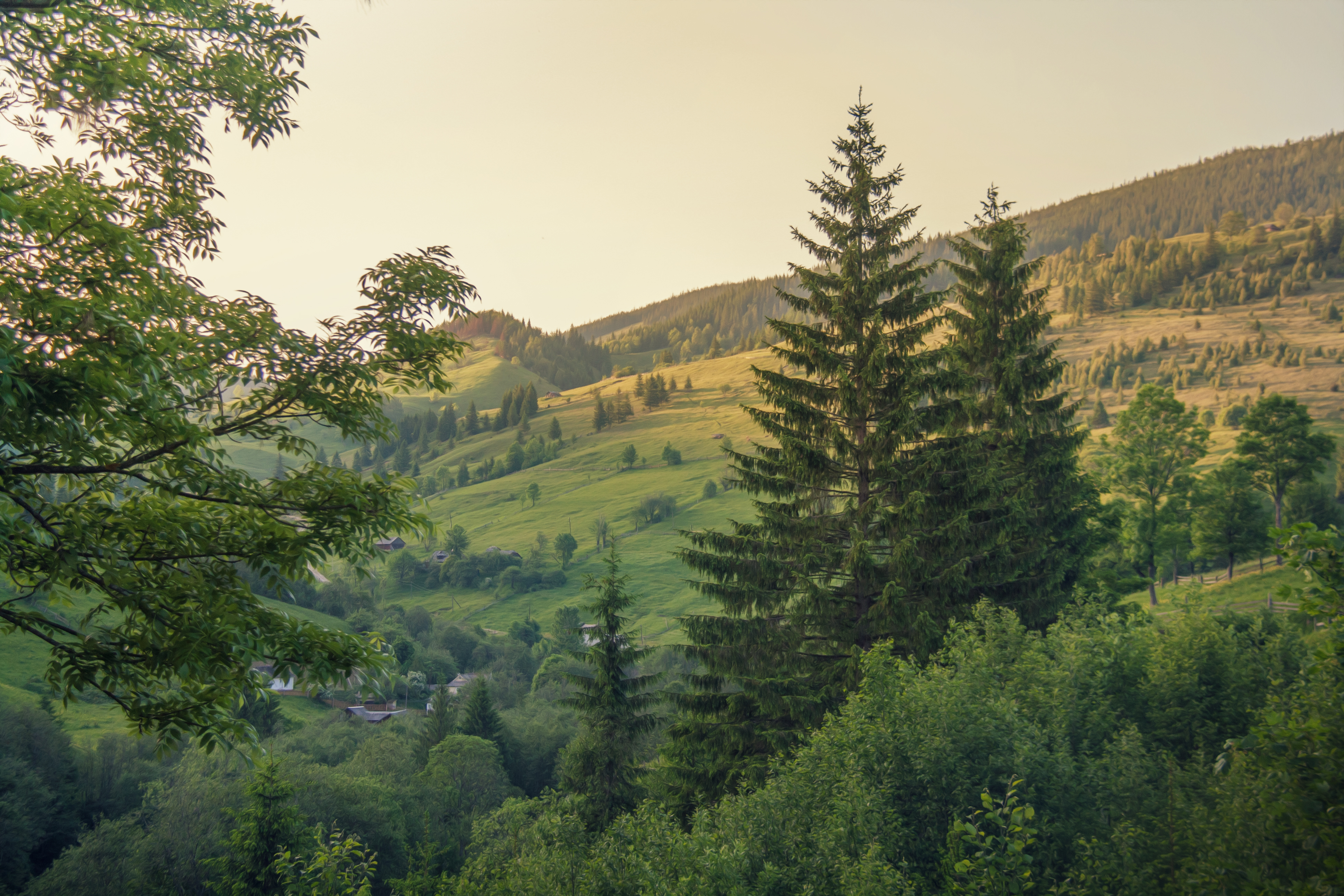
Вид на село
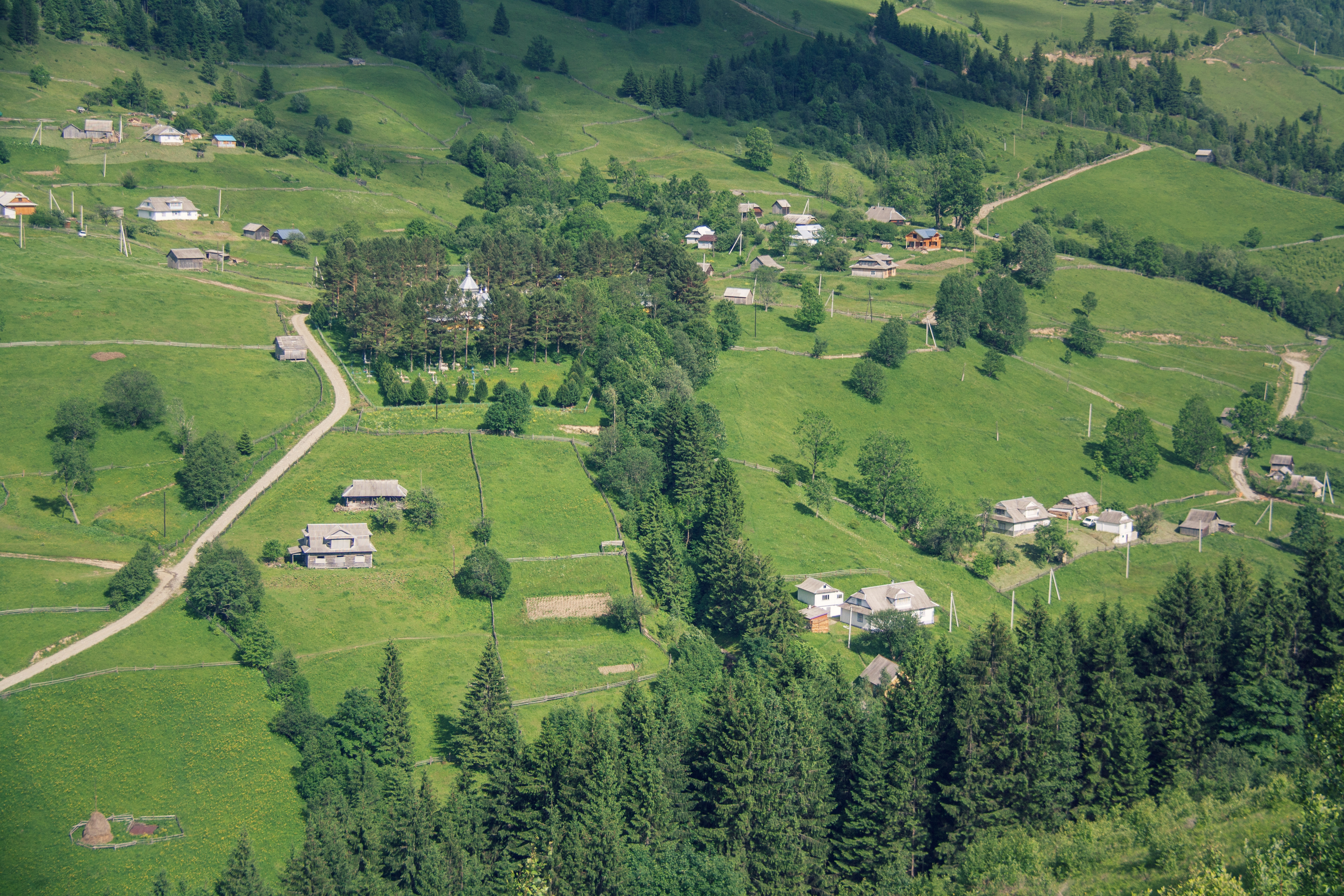
Вид на село
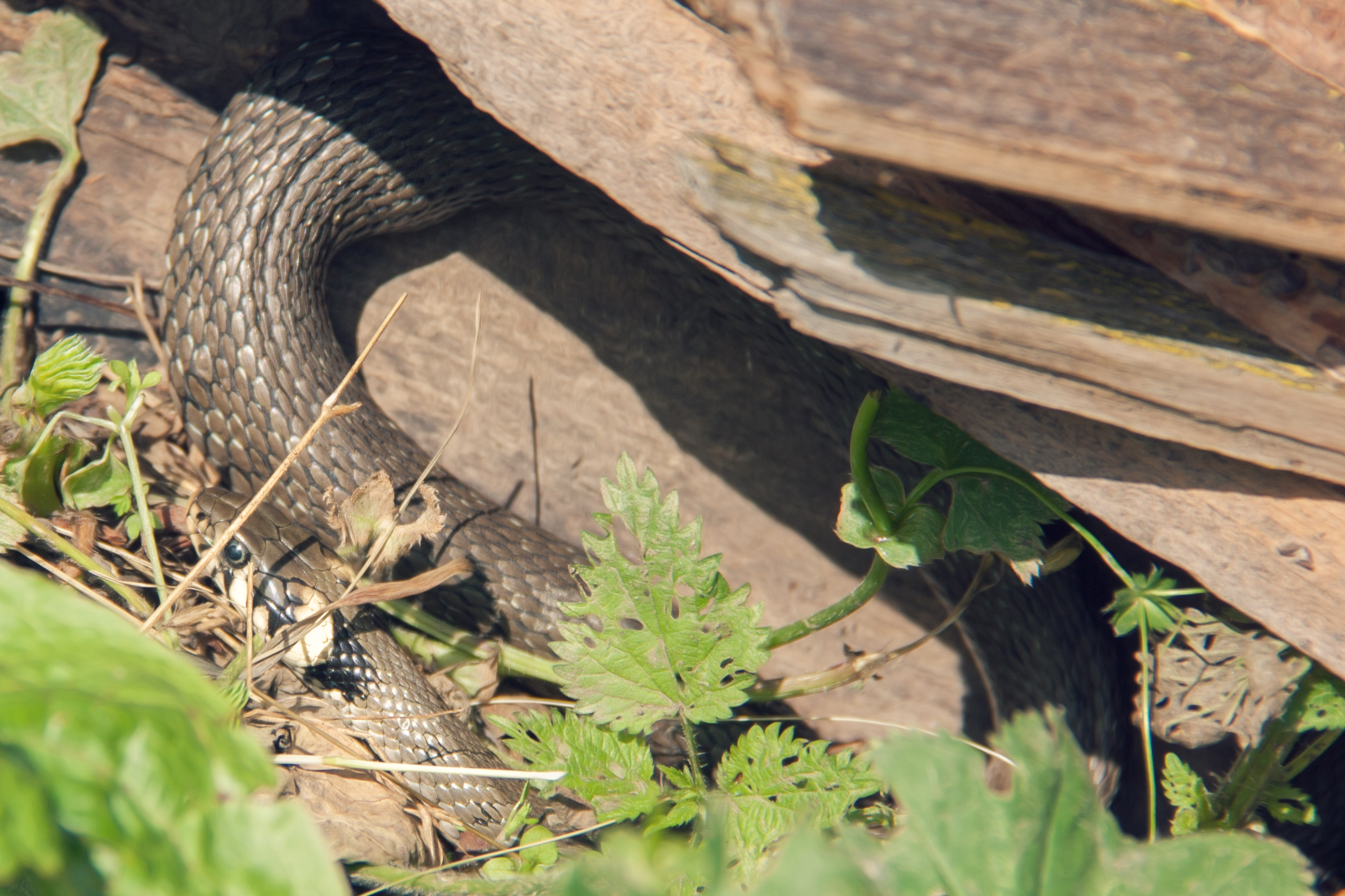
Полоз ескулапів
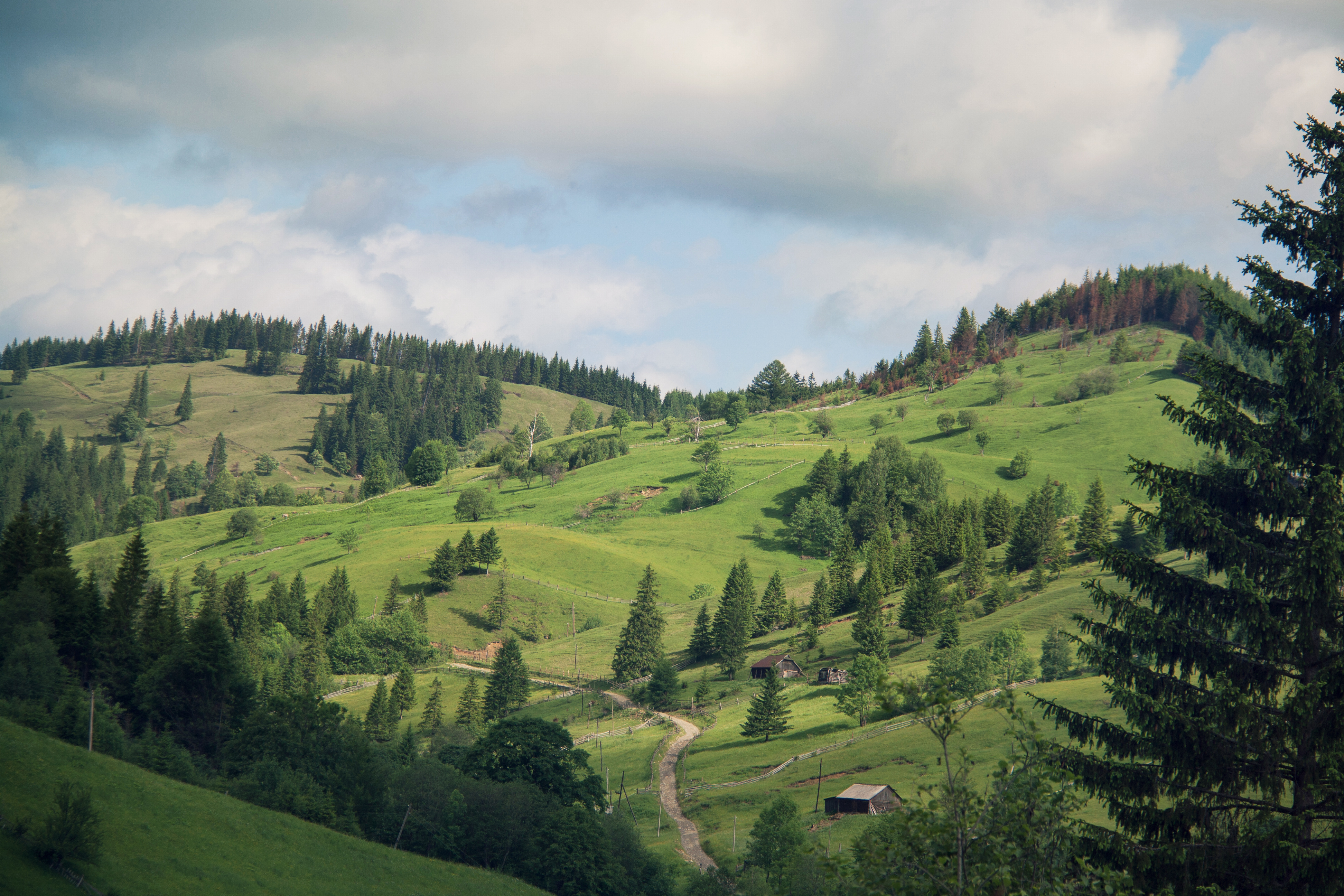
Гори біля села
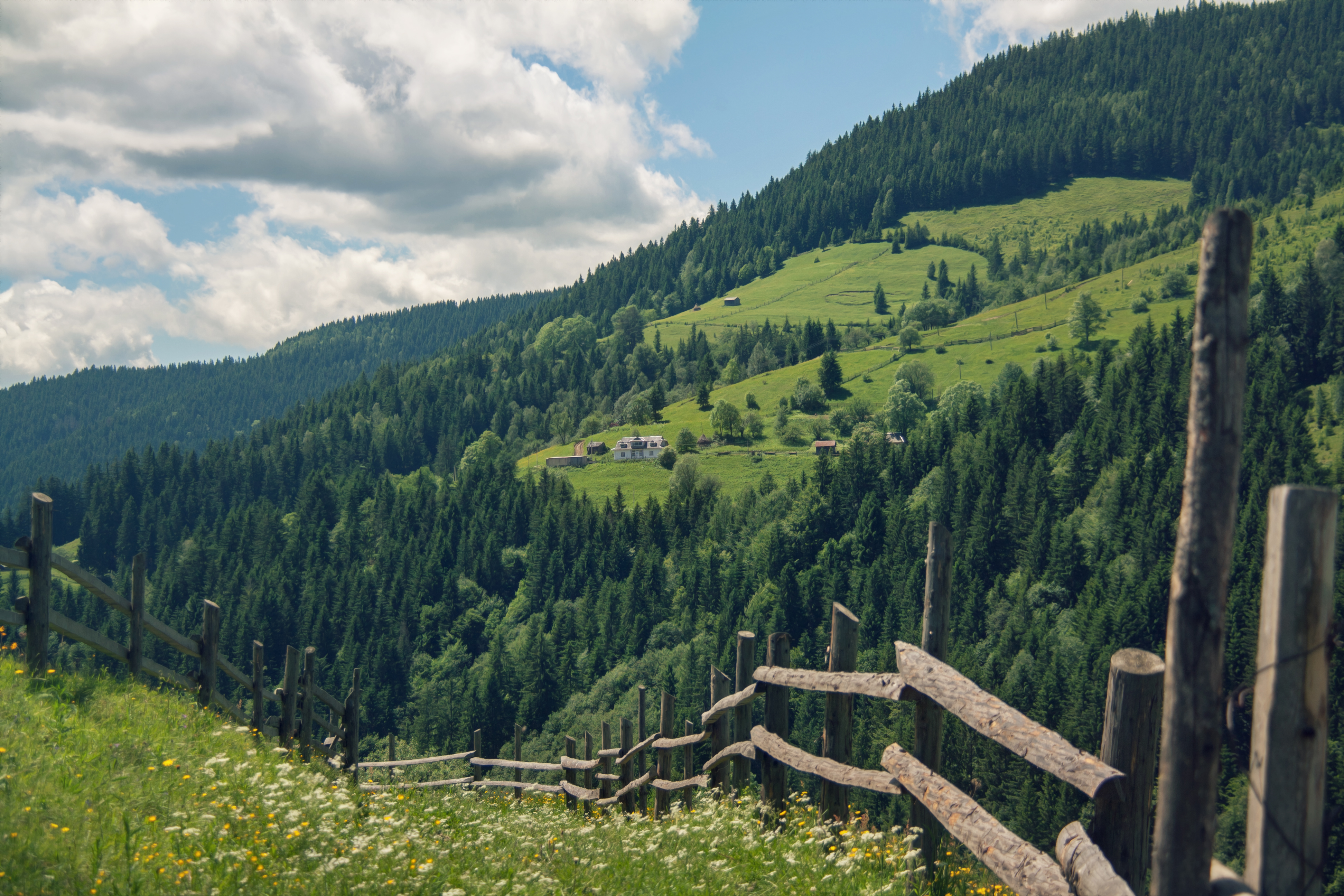
Гори біля села
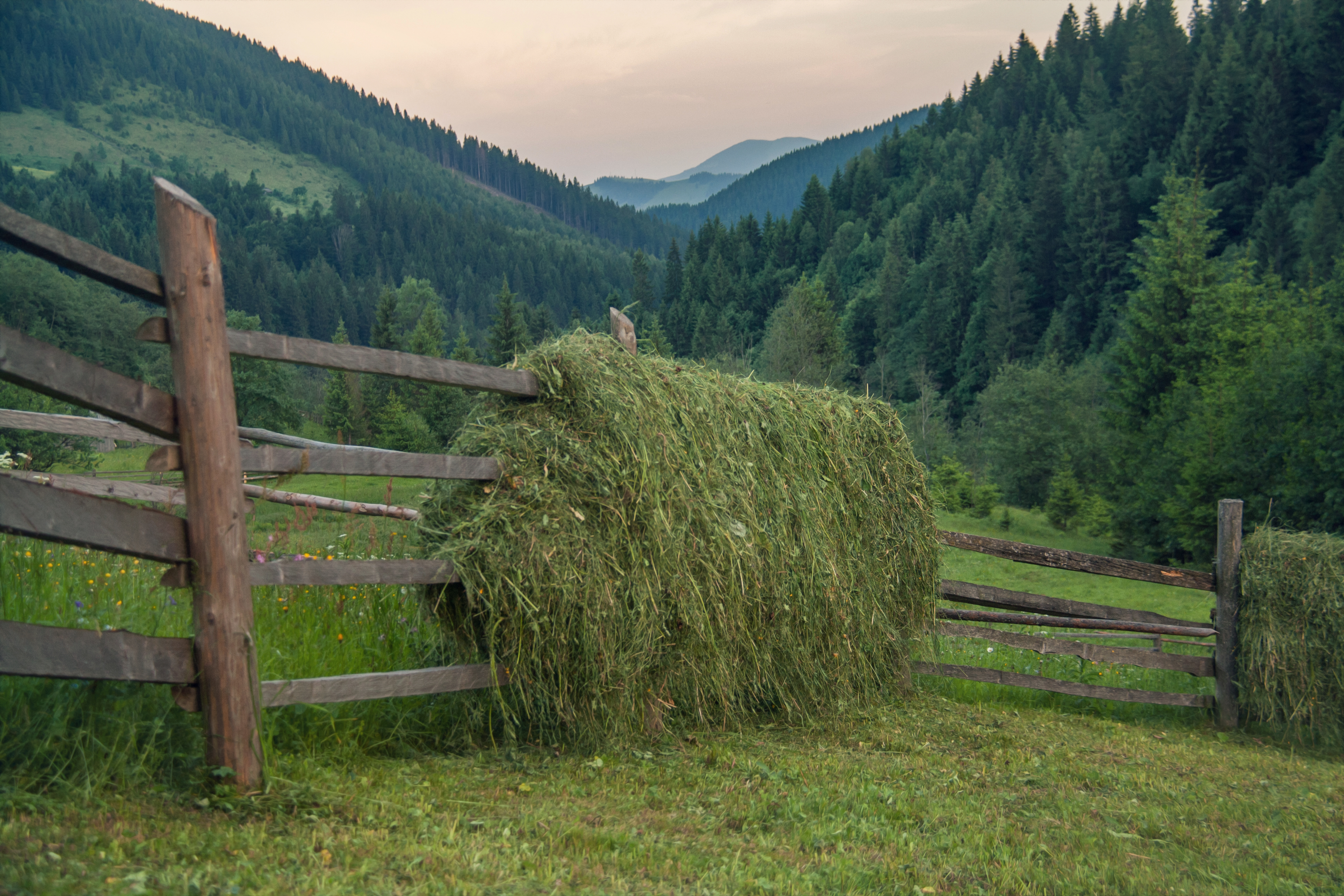
Гори біля села
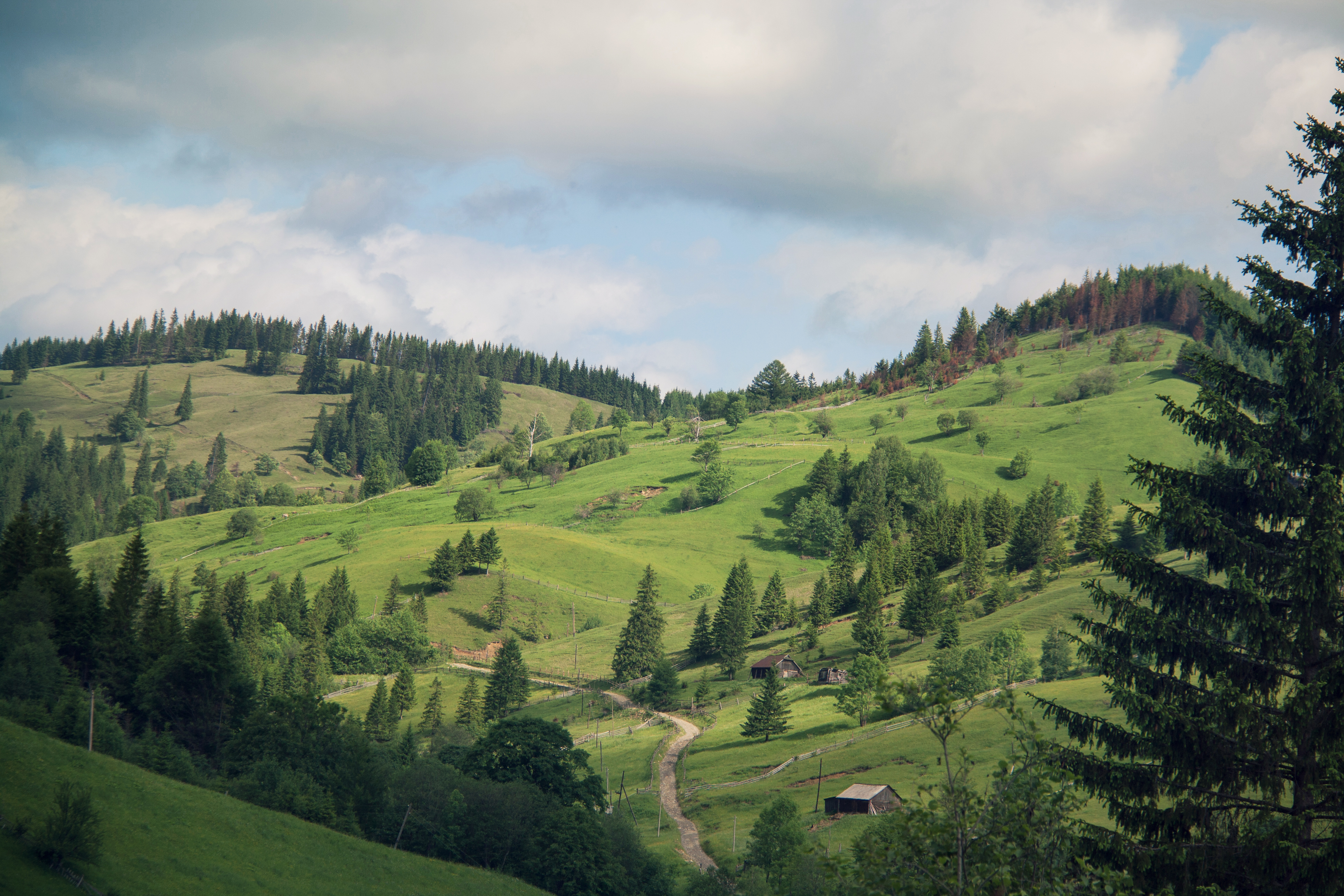
Гори біля села
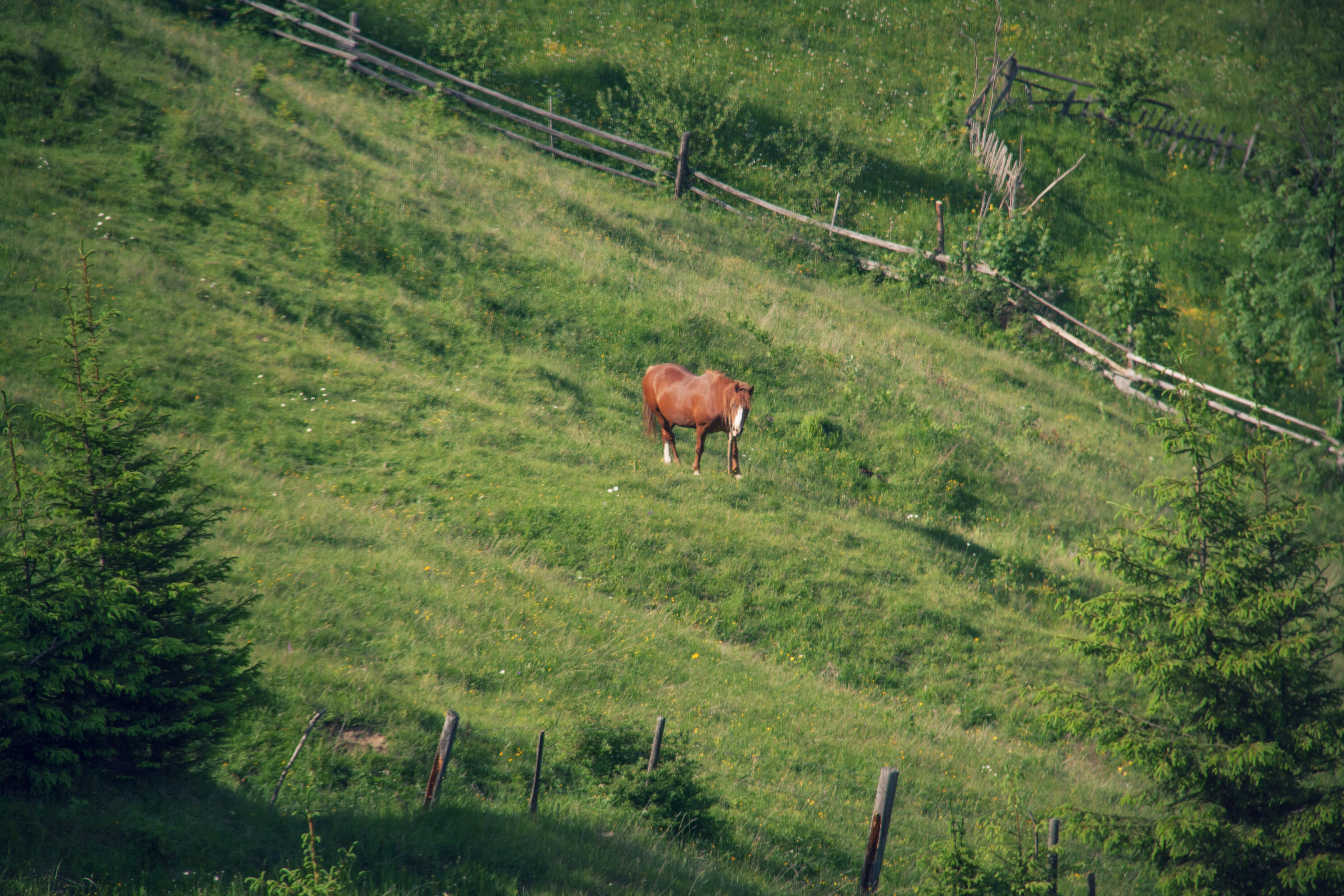
Кінь пасеться на полонині
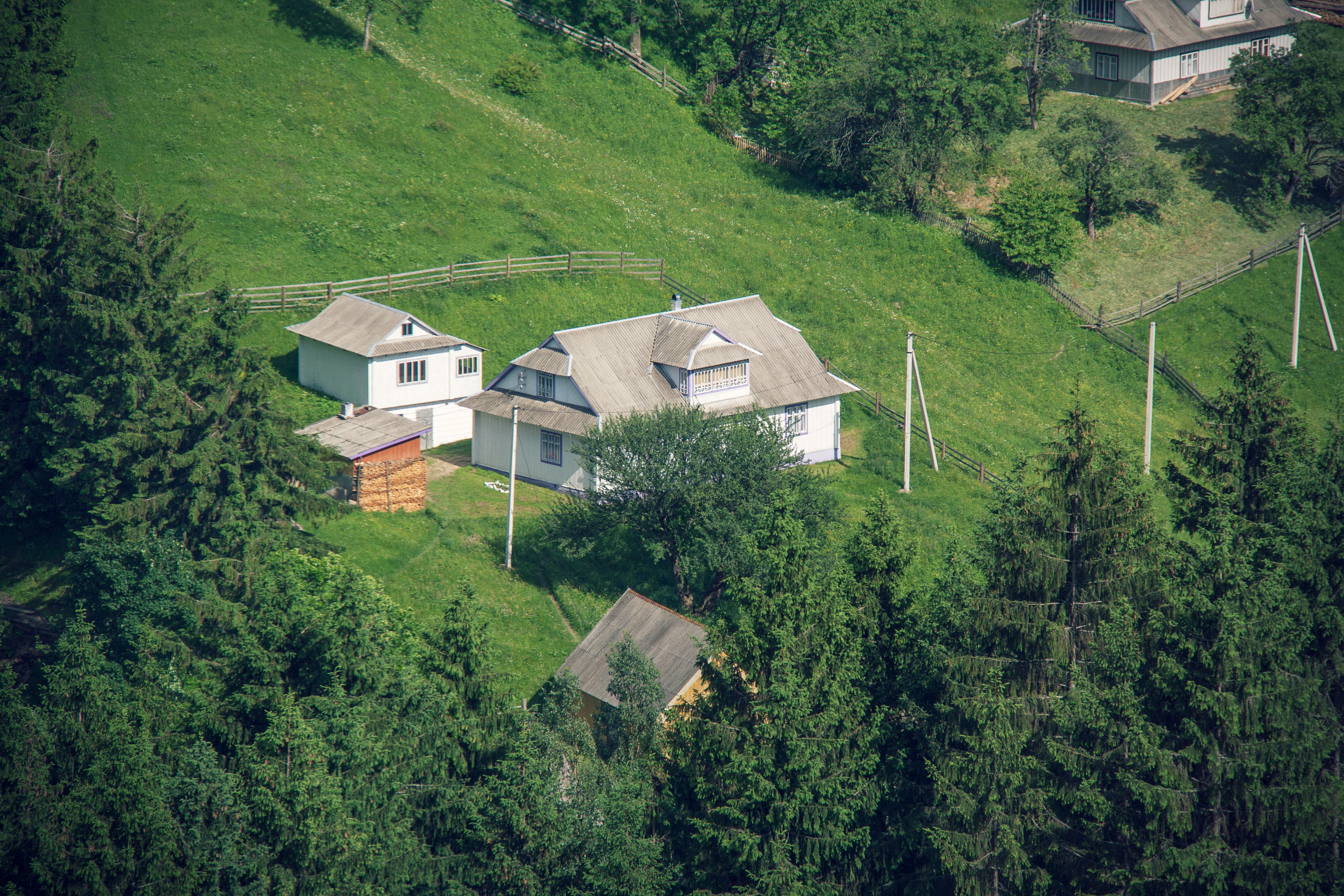
Одна з хат
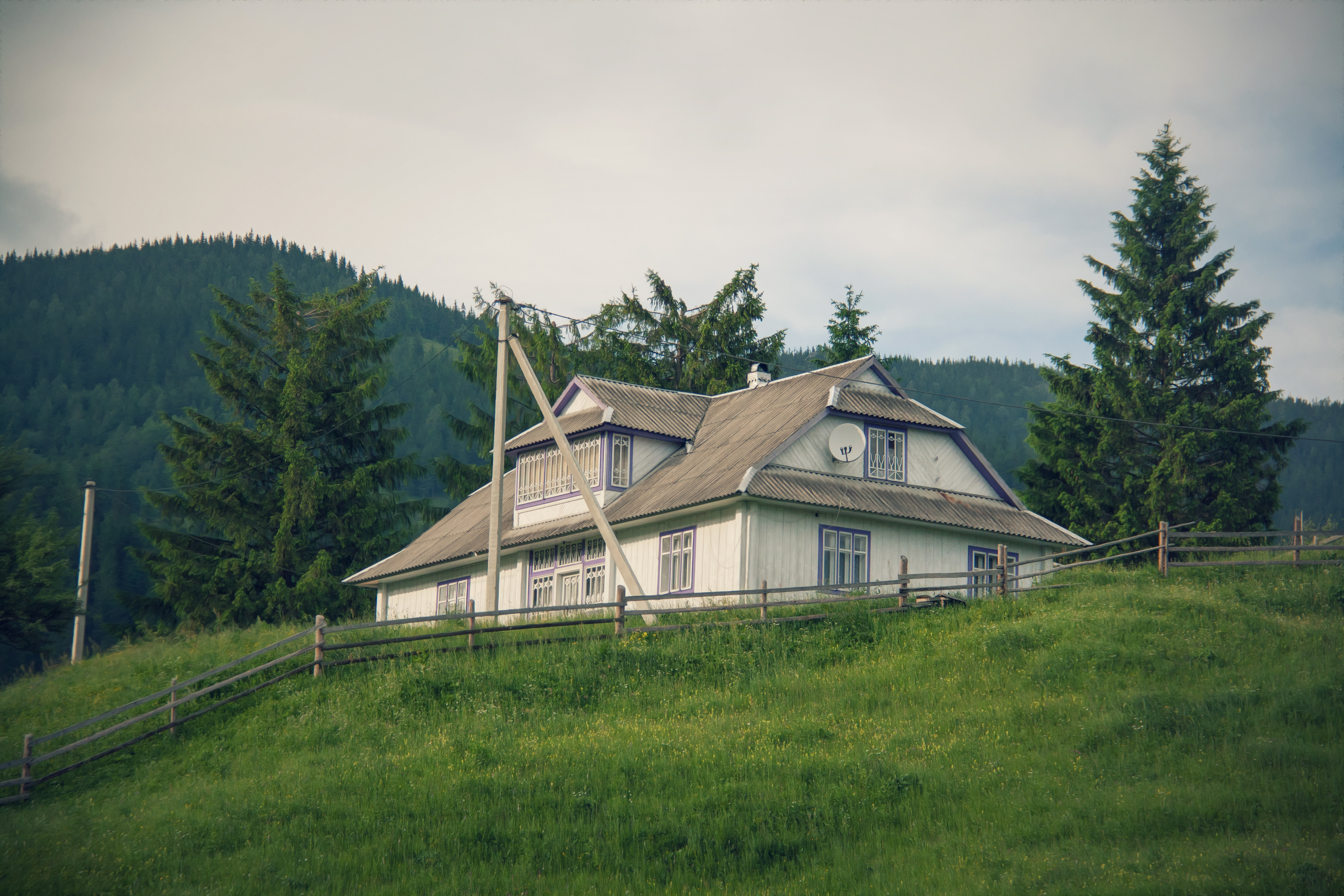
Одна з хат
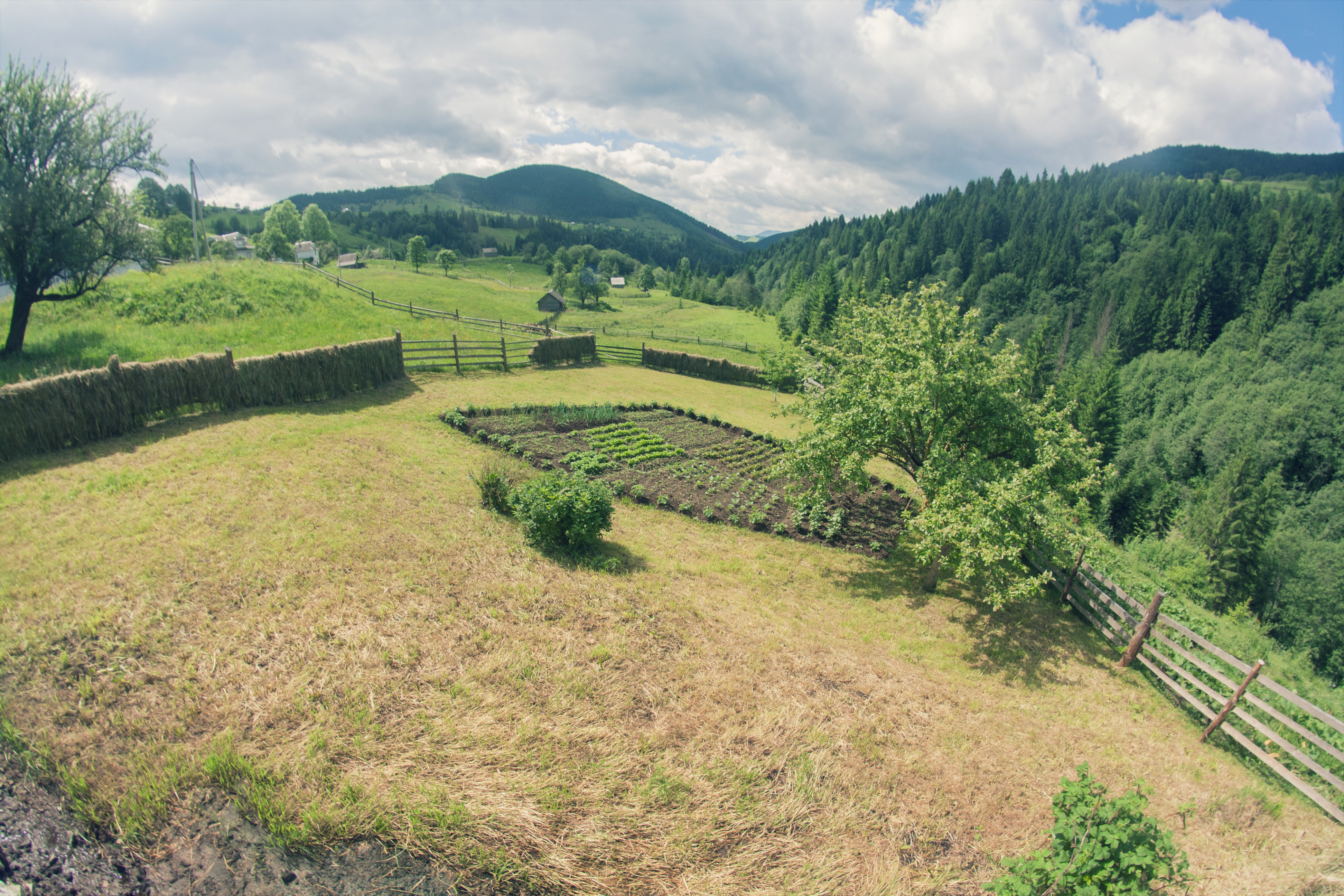
Город
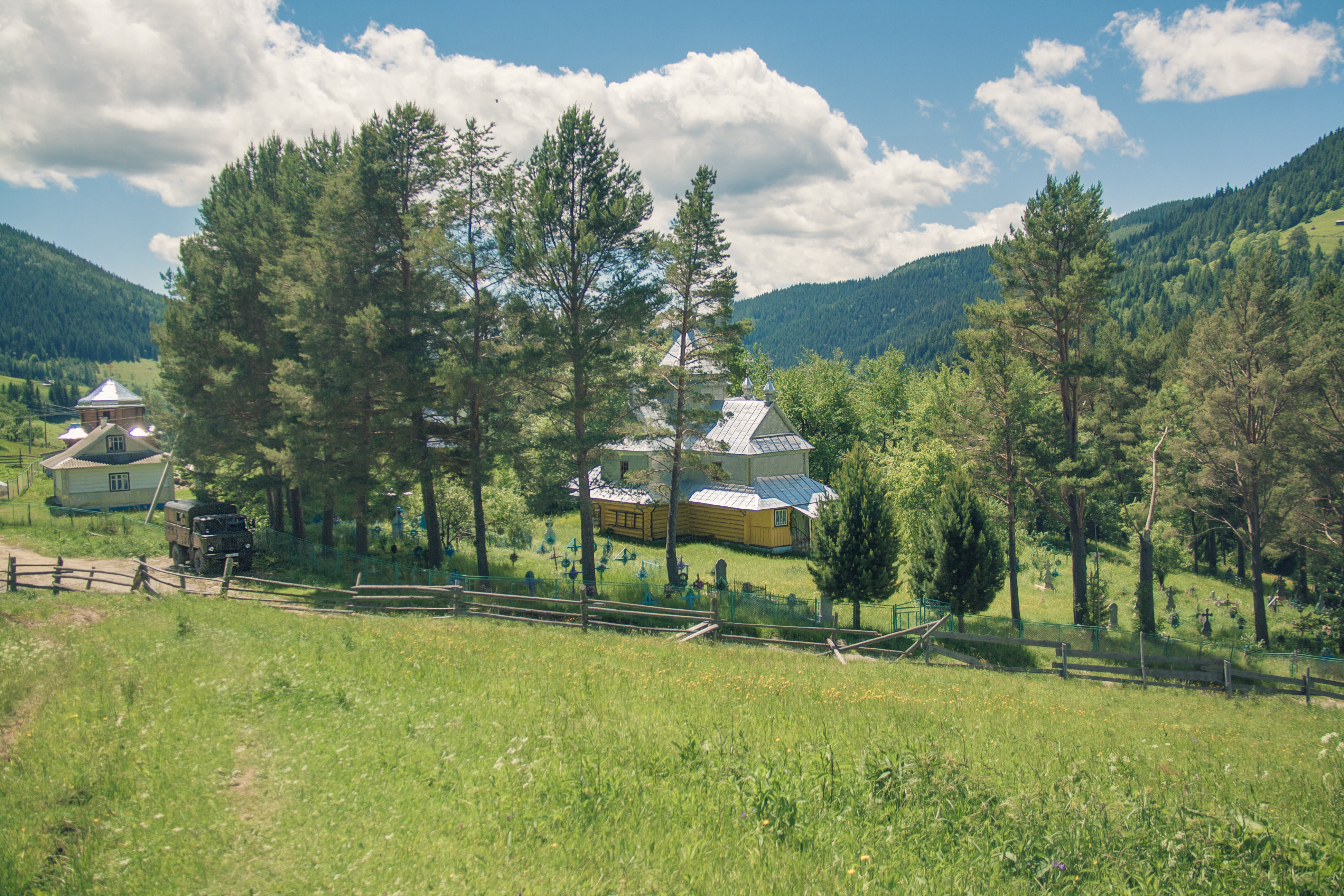
Церква
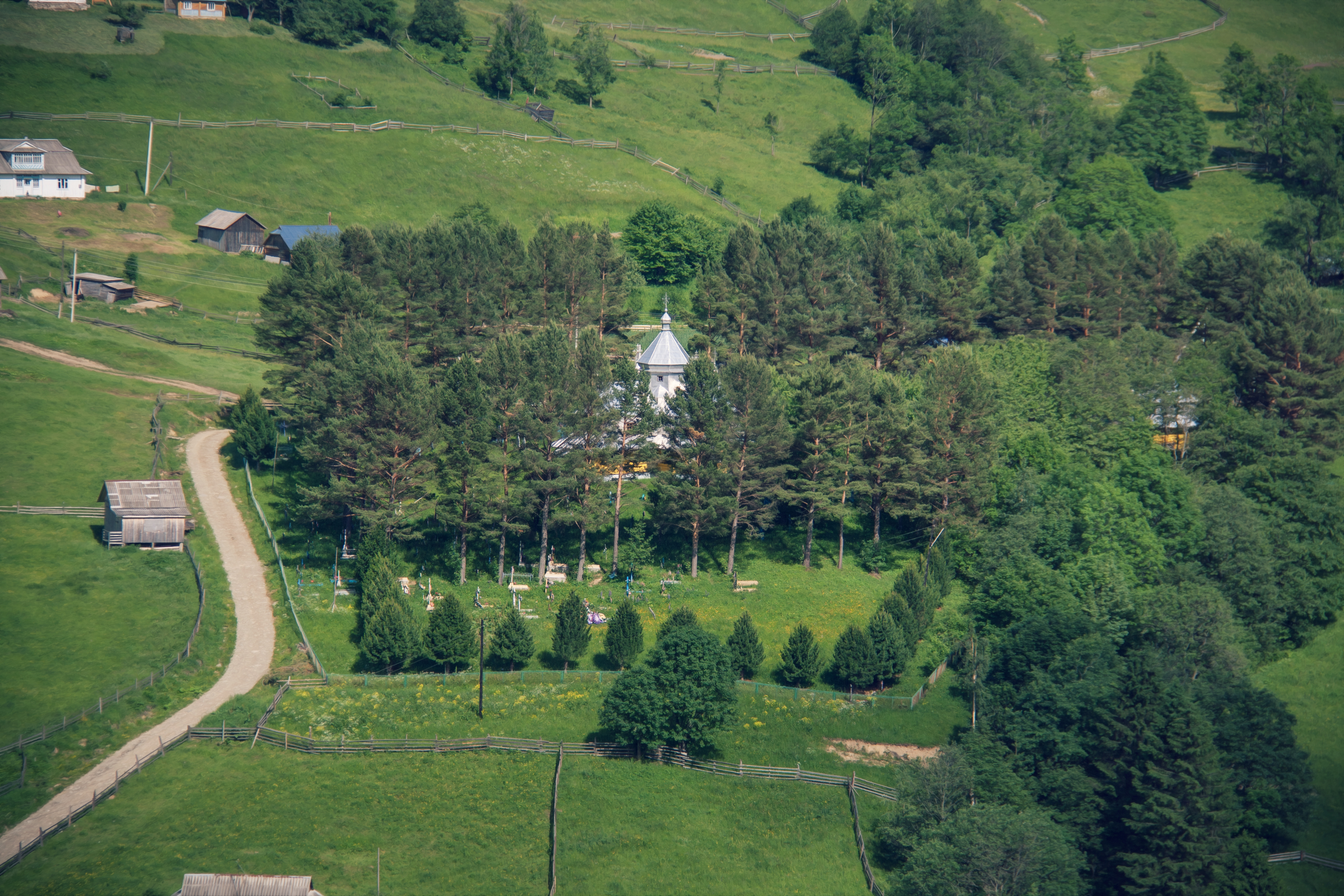
Церква
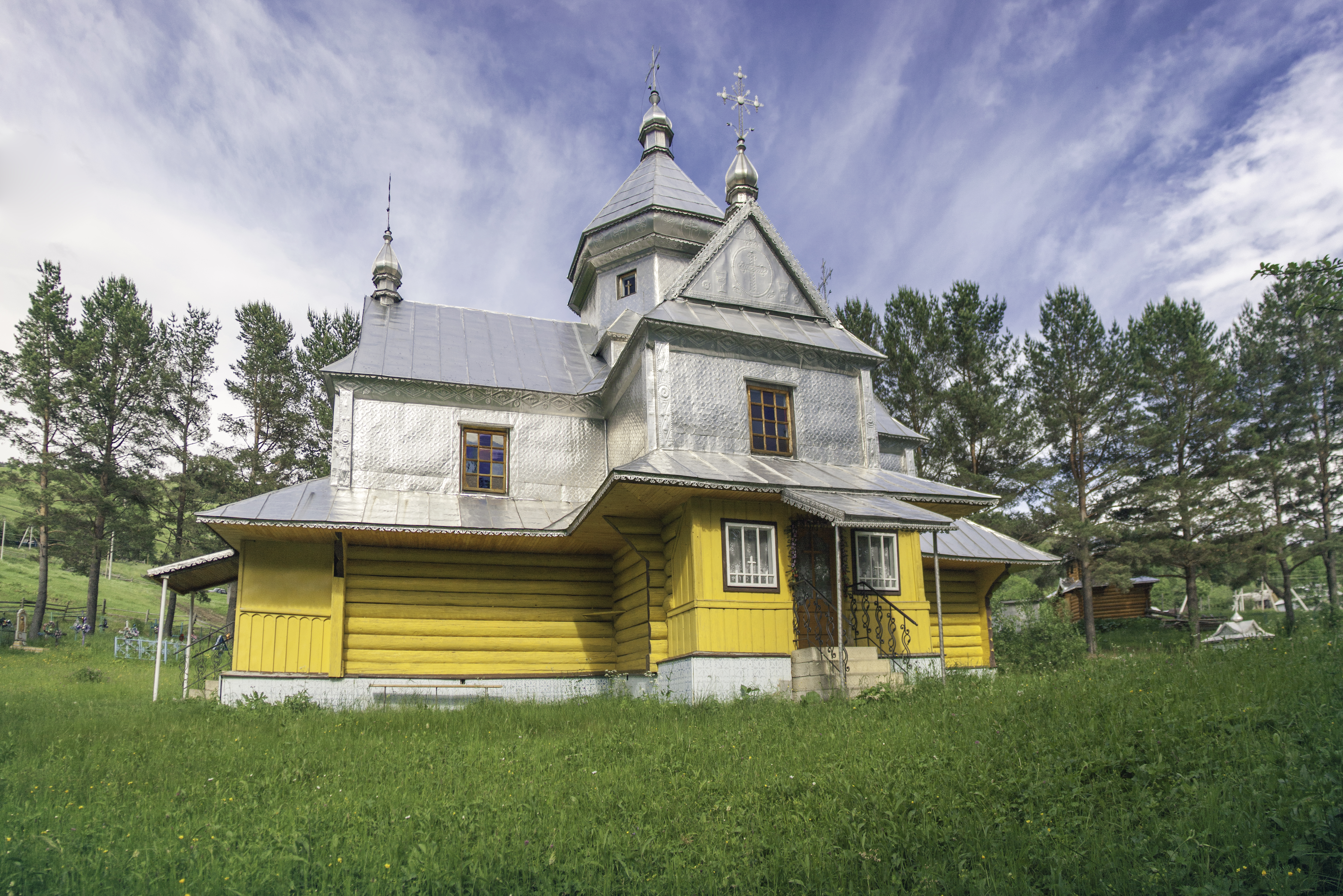
Церква Св. Миколая
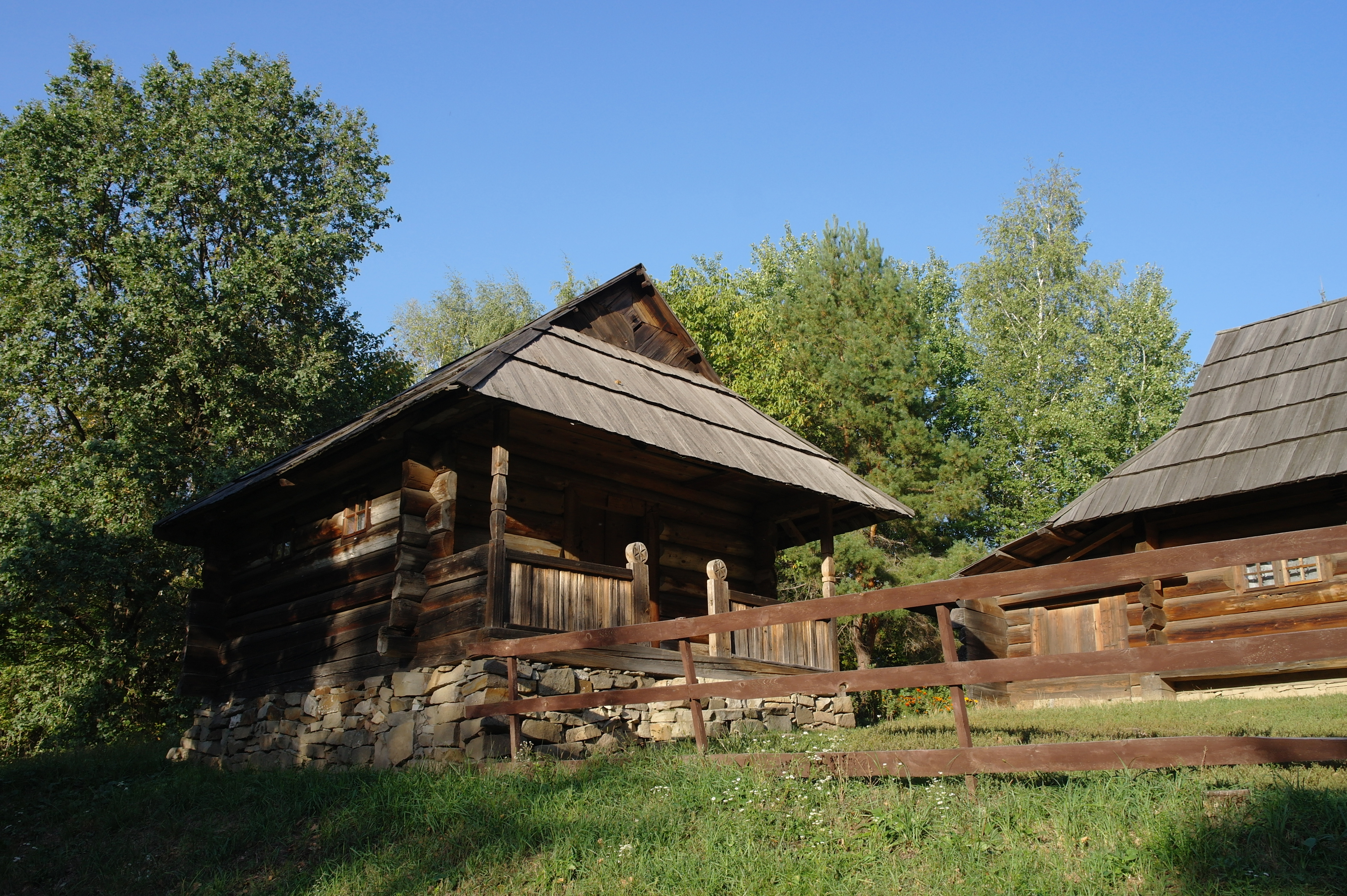
Колиба (дерев'яна хата) із с. Бережниця у Пирогові
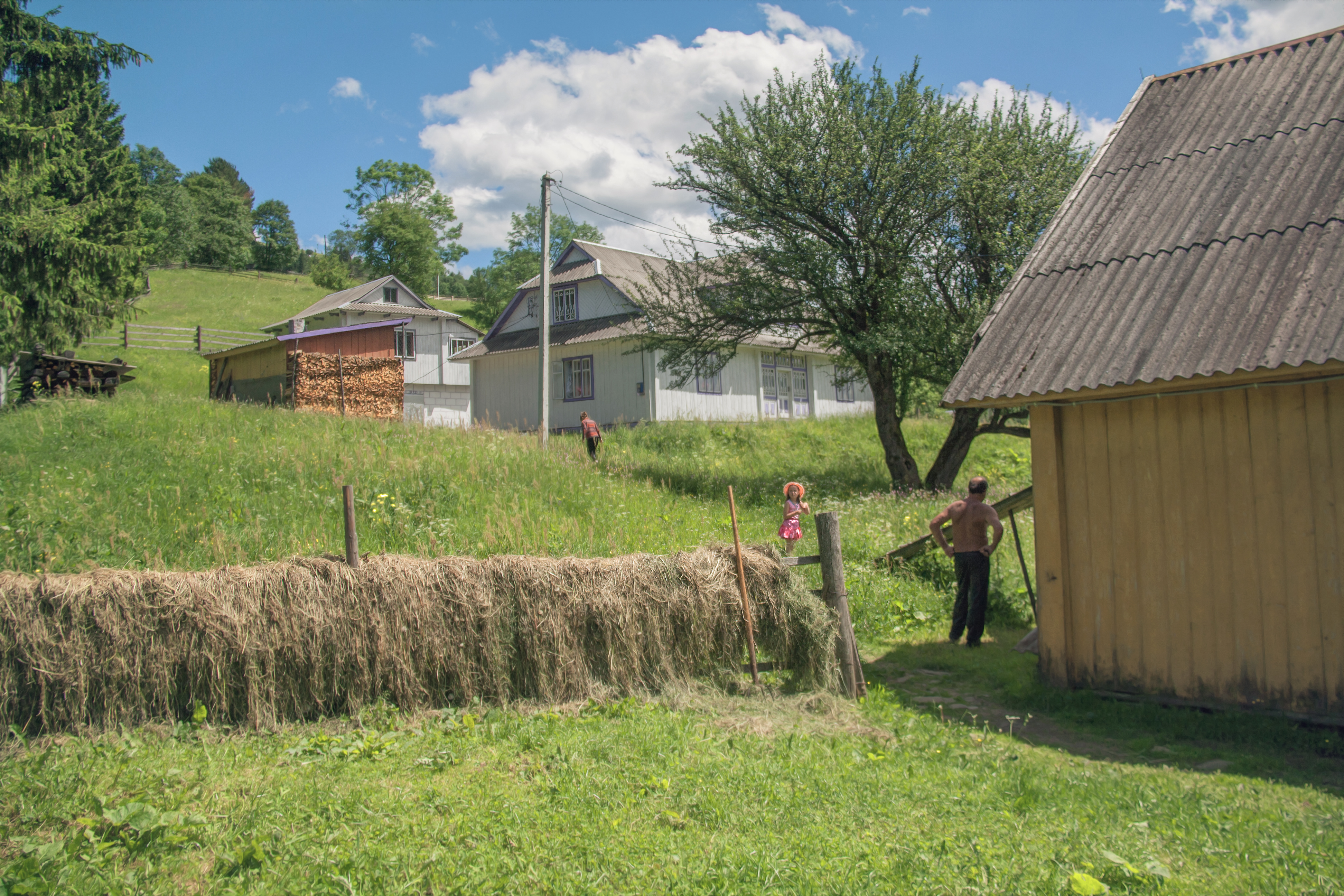
Садиба
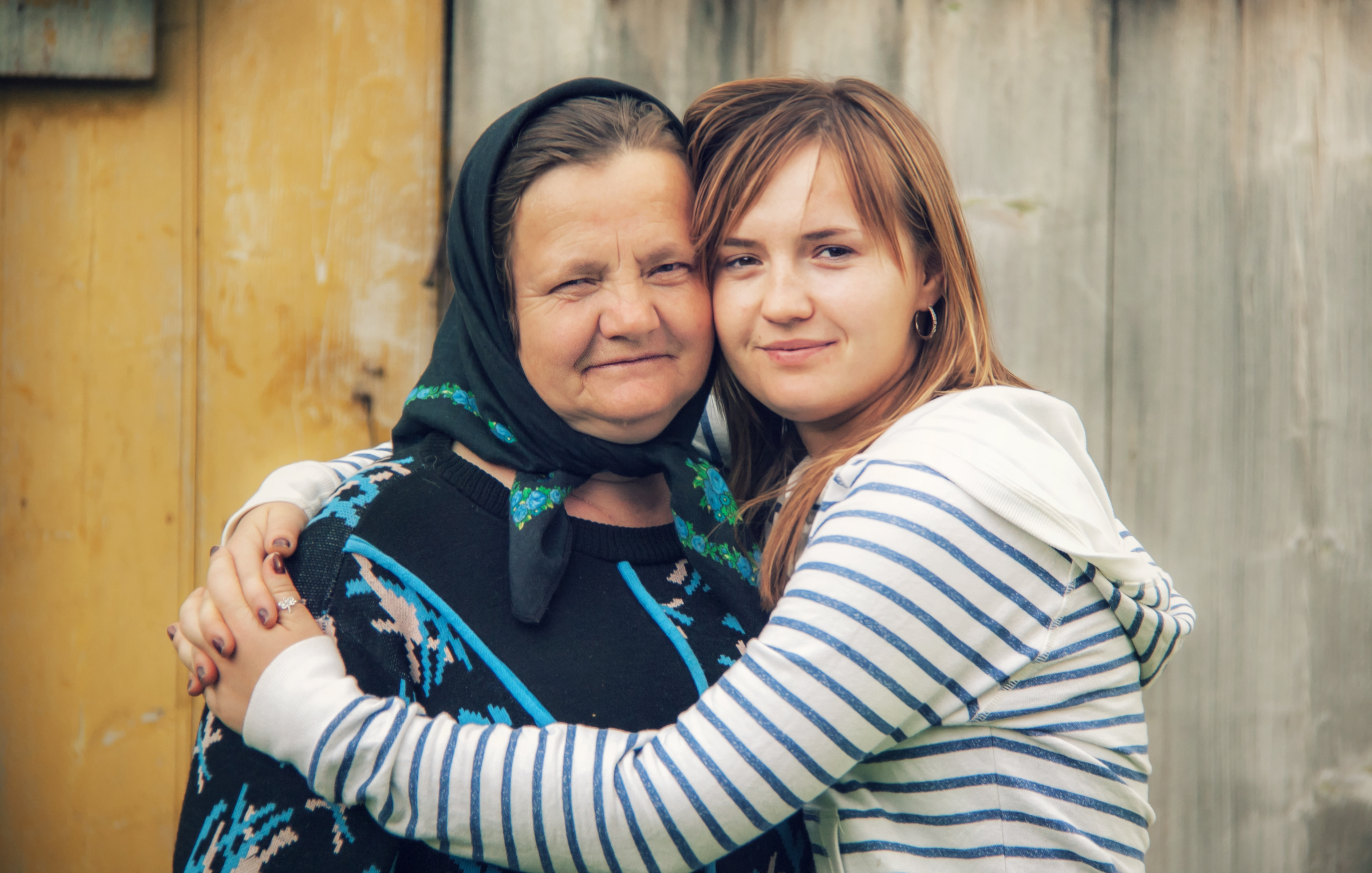
Жительки села
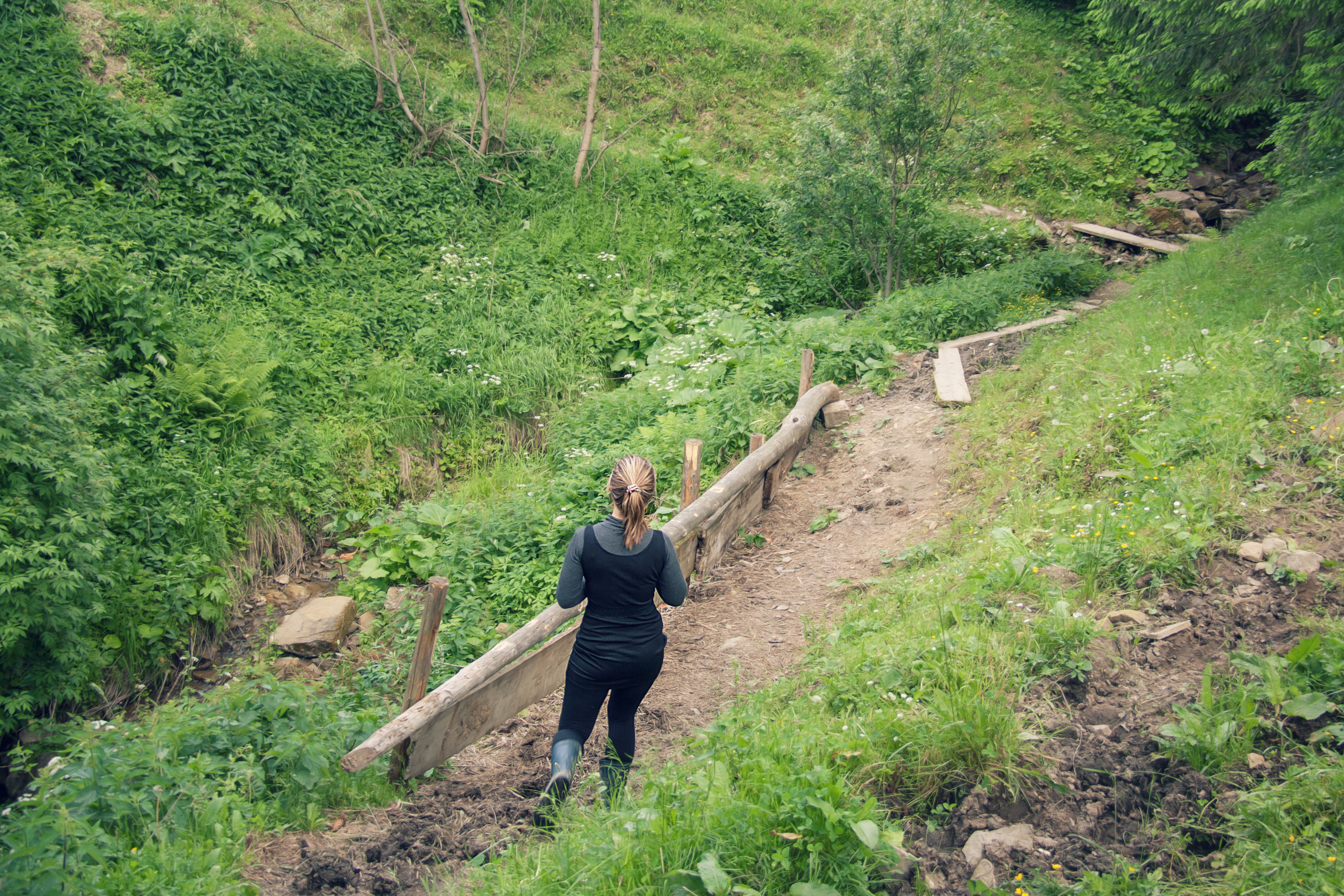
Сільська стежка
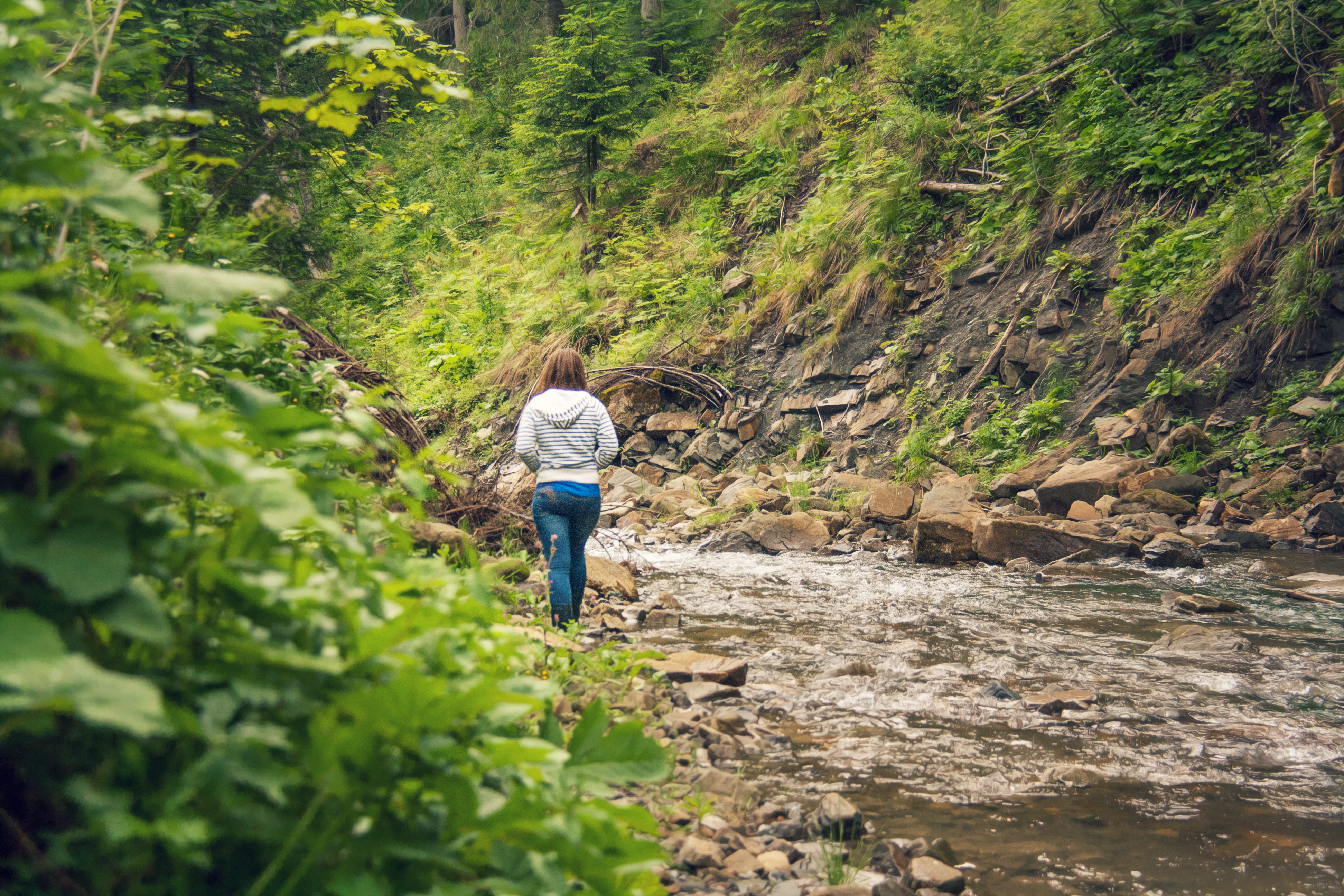
Річка Бережниця (притока Чорного Черемошу)